# Ca la Salvadora
Ca la Salvadora és una casa de Maçanet de la Selva (Selva) inclosa a l'Inventari del Patrimoni Arquitectònic de Catalunya.

## Descripció
Edifici de planta rectangular de dues plantes i coberta de dues aigües a façana. Els elements més destacats de la façana són la porta i les finestres emmarcades de pedra. La portada és una obertura de mig punt adovellada amb la part baixa dels muntants d'angles retallats. A més, hi ha les dues finestres del primer pis, una de les quals té un ampit prominent i motllurat. A la planta baixa hi ha, a més de la porta principal, una obertura més recent que les altres i una font reformada.

## Història
La finestra que hi ha sobre la porta principal té, al dintell, la inscripció, entre una creu de base triangular, la data de 1561.
Al llarg del segle XX s'ha efectuat l'obertura d'una finetra a la planta baixa i s'ha reformat la font que hi havia a la part esquerra de la planta baixa.